# Alfeo Mizzau
Alfeo Mizzau (Beano (Codroipo), 20 marzo 1926 – Beano (Codroipo), 14 ottobre 2008) è stato un politico italiano.

## Biografia
Commercialista, esponente della Democrazia Cristiana, consigliere comunale a Codroipo dal 1952 al 1970. Fu consigliere regionale del Friuli-Venezia Giulia per 20 anni consecutivi, dal 1964 al 1984, diventando anche assessore agli enti locali con delega ai beni ambientali e culturali e poi assessore all’agricoltura.
Venne poi eletto al Parlamento Europeo nel 1984, nella II legislatura, rimanendo in carica fino al 1989.